# 有頂天酒店
《有頂天大飯店》，三谷幸喜執導的第三部電影。2006年1月14日上映。電影在商業上獲得巨大成功，票房收入高達60.8億日圓，觀影人次超過470萬人。

## 情節
大除夕夜，東京的一間高級飯店內，每位員工都爲了除夕的迎新倒數晚會而忙個不停。同時，一名貪腐政治家在酒店內躲著追逐他的傳媒；鹿研究業者打算在酒店內舉行「年度風雲人物」頒獎典禮……酒店副經理新堂平吉（役所廣司 飾）希望一切能順利進行，但可惜事與願違，總經理突然失蹤，然後形形式式的古怪客人使事情變得越來越複雜……

## 演員

### 飯店工作人員
- 飯店住宿管理部擔當的副經理 - 新堂平吉（役所廣司）
- 議員的前女友，現酒店客房係 - 竹本花（松隆子）
- 熱愛音樂的飯店服務員 - 只野憲二（香取慎吾）
- 飯店總經理 - 二階堂源一（伊東四朗）
- 經理助理 - 矢部登紀子（戶田惠子）
- 酒店飲食部擔當的副經理 - 瀬尾高志（生瀨勝久）
- 服務員 - 丹下二郎（川平慈英）
- 客房係 - 野間睦子（堀內敬子）
- 偵探 - 藏人（石井正則）
- 書法專家，筆耕係 - 右近（小田切讓）
- 服裝係 - 森（不破萬作）
- 服務員 - 尾關（熊面鯉）
- 佩戴通訊器的服務員 - 御前崎（江畑浩規）
- 接待廳經理（飯田基祐）
- 接待廳服務員（中村祐樹）
- 門衛（木村清志）
- 停車場指導員（相島一之）
- 酒店廣播（清水美智子 聲音出演）

### 客人
- 處在人生抉擇交叉點的貪腐政治家 - 武藤田勝利（佐藤浩市）
- 議員秘書 - 神保保（淺野和之）
- 神出鬼沒的應召女郎 - 洋子（篠原涼子）
- 新堂的前妻 - 堀田由美（原田美枝子）
- 堀田現在的丈夫，年度風雲人物得獎者 - 堀田衛（角野卓造）
- 遭遇車禍的大富豪 - 坂東健治（津川雅彥）
- 大富豪的兒子 - 坂東直正（近藤芳正）
- 空中小姐 - 小原直美（麻生久美子）
- 某業界團體委員長 - 荒井（矢島健一）
- 某業界團體副委員長 - 伊武（伊藤正之）
- 酒店內健身室衣服被偷的女性 - 鴨田麗子（池谷伸枝）
- 須藤先生（大嶋守立）
- 須藤先生的妻子（保苅圓子）
- 飯島直介（田中直樹）
- 飯島民子（八木亞希子）
- 黑幫分子（今井茂雄）
- 尖叫的女人（高島彩）

### 藝人
- 想死的演歌歌手 - 德川膳武（西田敏行）
- 演歌歌手的經紀人 - 尾藤（梶原善）
- 一九分髮型的藝能經紀公司社長 - 赤丸壽一（唐澤壽明）
- 想成為歌手的女性 - 櫻花櫻桃（江原由希子（ Yukiko Ehara））
- 西班牙魔術師 - Hose河內（寺島進）
- 助手 - Bonita（奈良崎圓）
- 腹話術師 - 坂田万之丞（榎木兵衛）
- 鴨子的主人（山寺宏一）
- 舞者 - Oily 菅原（池田成志）
- 樂師（Milton富田、美野春樹、伊丹雅博、村田陽一、淵野繁雄、加瀨達、下神龍哉、田中敏雄）

### 其他
- 廣告牌製作人（阿南健治）
- 遭遇事故的出租車司機（佐渡稔）
- 記者甲（伊東孝明）
- 記者乙（高川裕也）
- 記者丙（望月章男）
- 警察（旭道山和泰）
- 醫生（井上肇）

## 製作
- 劇本、導演：三谷幸喜
- 音樂：本間勇輔
- 製作：龜山千廣（富士電視台）、島谷能成（東寶）
- 製片：多家媒體公司
- 執行製片：石原隆、佐倉寛二郎
- 製作人：重岡由美子、小川泰、市森南
- 流程製作：小林毅
- 角色分配：空閑由美子
- 攝影：山本英夫（J.S.C.）
- 美術：種田陽平（電影中有特別出演）
- 照明：小野晃
- 錄音：瀨川徹夫
- 剪輯：上野聰一
- 演出補：白井美和子
- 編劇：外川惠美子
- 助理導演：石川久
- 製作擔當：森崎裕司
- 装飾：田中宏
- 靜態攝影：宮田薰
- 特機：橫山聖
- 造型：勝俣淳子
- 服裝：鳥居竜也
- 化妝：田中麻里子
- 特殊化妝：江川悦子
- 音響效果：倉橋靜男（SOUND BOX）
- 插曲：「天國誕生」歌：只野憲二（香取慎吾）；作詞、作曲：甲本浩人
- 挿入曲：「If My Friends Could See Me Now!」歌：櫻花櫻桃（YOU）；作詞：Dorothy Fields；作曲：Cy Coleman

## 花絮
1. 本作不少場面及角色、演員與2004年NHK大河劇新選組!（同為三谷幸喜之劇本）有所關聯。
2. 香取慎吾及其角色的三件道具、歌曲出現在三谷幸喜於2008年公映的電影魔幻時刻中。（類似的作法也使用在佐藤浩市、西田敏行在電影魔幻時刻、鬼壓床了沒、清須會議飾演的同一角色上）

## 外部連結
- 電影介紹